# 태풍 너구리 (2014년)
태풍 너구리 (NEOGURI)는 2014년 7월 4일부터 7월 11일까지 활동했고 최저기압 930hPa를 기록했던 2014년의 제8호 태풍이다. 일본에 영향을 주었다. 이름인　NEOGURI는 대한민국에서 제출하였으며 너구리를 뜻한다.

## 개요
제8호 태풍 너구리는 7월 4일 오전 9시에 중심기압 998hPa, 최대풍속 18m/s, 강풍 반경 330km, 크기 '중형'의 열대폭풍으로 미국 괌 서남서쪽 약 330km 부근 해상에서 발생하였다.(일본 기상청 태풍정보 기준) 발생 이후 서북서~북서진하면서 급발달했고, 7월 7일 오전 3시에 일본 오키나와 남남동쪽 약 750km 부근 해상에서 중심기압 925hPa, 최대풍속 49m/s, 강풍 반경 700km(남동쪽 반경)의 세력 '매우 강', 크기 '대형'(일본 기상청 태풍정보 기준)의 태풍으로 최성기를 맞이하였다. 7월 7일 오전 9시에 일본 오키나와 남쪽 약 670km 부근 해상에서 중심기압 915hPa, 최대풍속 54m/s, 강풍 반경 490km(북동쪽 반경)의 세력 '매우 강', 크기 '중형'(한국 기상청 태풍정보 기준)의 태풍으로 최성기를 맞이하였다. 최성기 이후 서북서진하면서 7월 8일 오전 9시에 일본 오키나와 미야코섬 부근 해상을 중심기압 935hPa, 최대풍속 49m/s(일본 기상청 태풍정보 기준)의 세력으로 통과하였다. 동중국해 진출 뒤 급약화되었고 7월 9일 오후 3시에 제주도 서귀포 남쪽 약 200km 부근 해상에서 중심기압 965hPa, 최대풍속 31m/s, 강풍 반경 600km(동쪽 반경)의 세력 '중', 크기 '대형'(일본 기상청 태풍정보 기준)의 강한 열대폭풍으로(한국 기상청 태풍정보 기준으로는 중심기압 965hPa, 최대풍속 38m/s) 제주도에 최근접했고, 제주도 최근접 시점부터 북동진으로 전향하였다. 북동진으로 전향한 뒤 일본 규슈 가고시마 부근 육상에 7월 10일 오전 6시경 중심기압 975hPa, 최대풍속 25m/s(일본 기상청 태풍정보 기준)의 세력으로 상륙하였다. 일본 규슈 상륙 뒤 일본 열도 남쪽 해안을 따라 북동진하며 더욱 더 약화되었고, 7월 11일 오전 9시에 일본 도쿄 동북동쪽 약 150km 부근 해상에서 중심기압 1000hPa의 온대저기압으로 변질되었다. 한편 이 태풍은 제주도 남쪽 해상을 지나갔는데 이 과정에서 한반도에 더운 공기를 공급하면서 폭염과 열대야를 안겨주었다. 대한민국에서는 제주도가 태풍 너구리의 직접 영향을 받았다.

## 영향

### 일본
3명이 사망했다.

### 대한민국
공원과 학교 폐쇄. 제주도는 7월 9일 임시 1 만 3000 가구 이상이 정전했으며, 어선이 전복하는 등의 피해가 나왔다.

## 같이 보기
- 2014년 태풍